# Santa Fé de Minas
Pour les articles homonymes, voir Santa Fe.
Santa Fé de Minas est une ville du Brésil, sise dans la vallée du rio São Francisco.

## Histoire
Quand la Municipalité de São Francisco s'appelait encore São José da Pedra dos Anjicos, elle possédait sur son territoire la paroisse de São Sebastião. En 1875, le hameau de Capão Redondo incorpore São Sebastião et se retrouve partie de São Francisco.
En 1881, le nom change pour celui de Freguesia (Paroisse) de Nossa Senhora da Conceição do Capão Redondo. Lors de sa transformation en district, en 1923, le nom revient à Capão Redondo et est incorporé à la Municipalité de São Romão. Lors de sa nouvelle dénomination en Santa Fé de Minas, le bourg est élevé au statut de Municipalité à son tour, en 1962. 

## Économie
L'activité économique du lieu n'est pas très prononcée, et est essentiellement basée sur quelques productions agricoles.
Production fruitière : bananes, café, oranges, citrons, papayes, mangues, mandarines, pastèques au gré de l'approvisionnement en eau, aléatoire selon les fluctuations climatiques, à partir du rio São Francisco. Canne à sucre.
Cultures de céréales et légumes : riz, patate douce, haricots, manioc et maïs.
Élevage bovin, de volaille, d'équidés, de porcs et quelques chèvres et moutons.
Production notable de charbon végétal et de bois.
- Revenu par habitant (2000) : R$ 84,38 (Change 2000 : R$1,00 = 4,00 FF)
 (Atlas du Développement Humain/PNUD - 2000)
- PIB par habitant (2002) : R$ 636,29 (Change 2002 : 1,00€ = R$ 3,30)

## Maires
| Période | Période | Identité                | Étiquette | Qualité             |
| ------- | ------- | ----------------------- | --------- | ------------------- |
| 2000    | 2004    | Alexis José Leite       | PFL       | élu avec 1 368 voix |
| 2004    | 2008    | Marcos Antonio Massuqui | PRP       | élu avec 1 924 voix |
| 2008    | 2012    | Ronaldo Soares Campelo  | PRB       |                     |

## Démographie
- Coefficient de mortalité infantile (1998) : 31,89 pour 1000 
(Datasus, Ministério da Saúde)
- Croissance démographique (2005) : - 1,14 % par an
- Indice de Développement Humain (IDH) : 0,622
(Atlas du Développement Humain PNUD - 2000)
- 46,42 % de femmes
- 53,58 % d'hommes
- 46,92 % de la population est urbaine
- 53,08 % de la population est rurale